# 黃晶果
黃晶果又名雅美果（葡萄牙語：abiu；葡萄牙語發音：[ɐˈbiw]）、亞美果、黃金果、加蜜蛋黃果，是桃榄属下的一種植物。成年樹高4至16米，葉互生，單葉簇生枝端。花兩性，單生或數朵叢生葉腋處，每結果枝開花20至280朵，漿果卵圓形或圓球形，柱頭宿留，直徑6至12厘米，與蛋黃果很像。果100克至600克，大者可達1500克，幼果綠色，成熟時黃色，果皮光滑，革質厚約5毫米。未成熟時有乳汁，果肉乳白色，透明膠狀睬清甜，宜鮮吃或做水果沙拉。

## 圖片

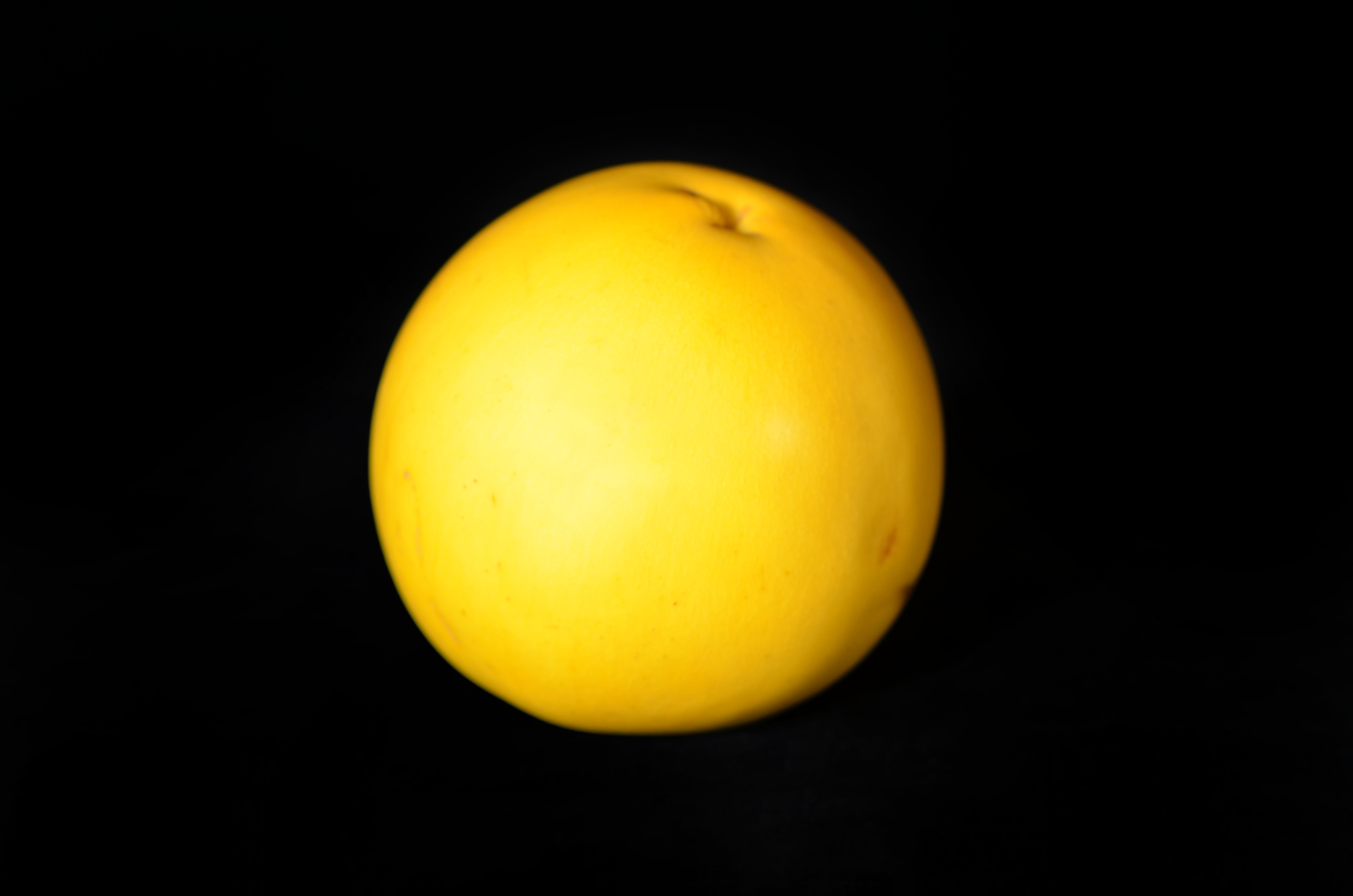
黃金果外型
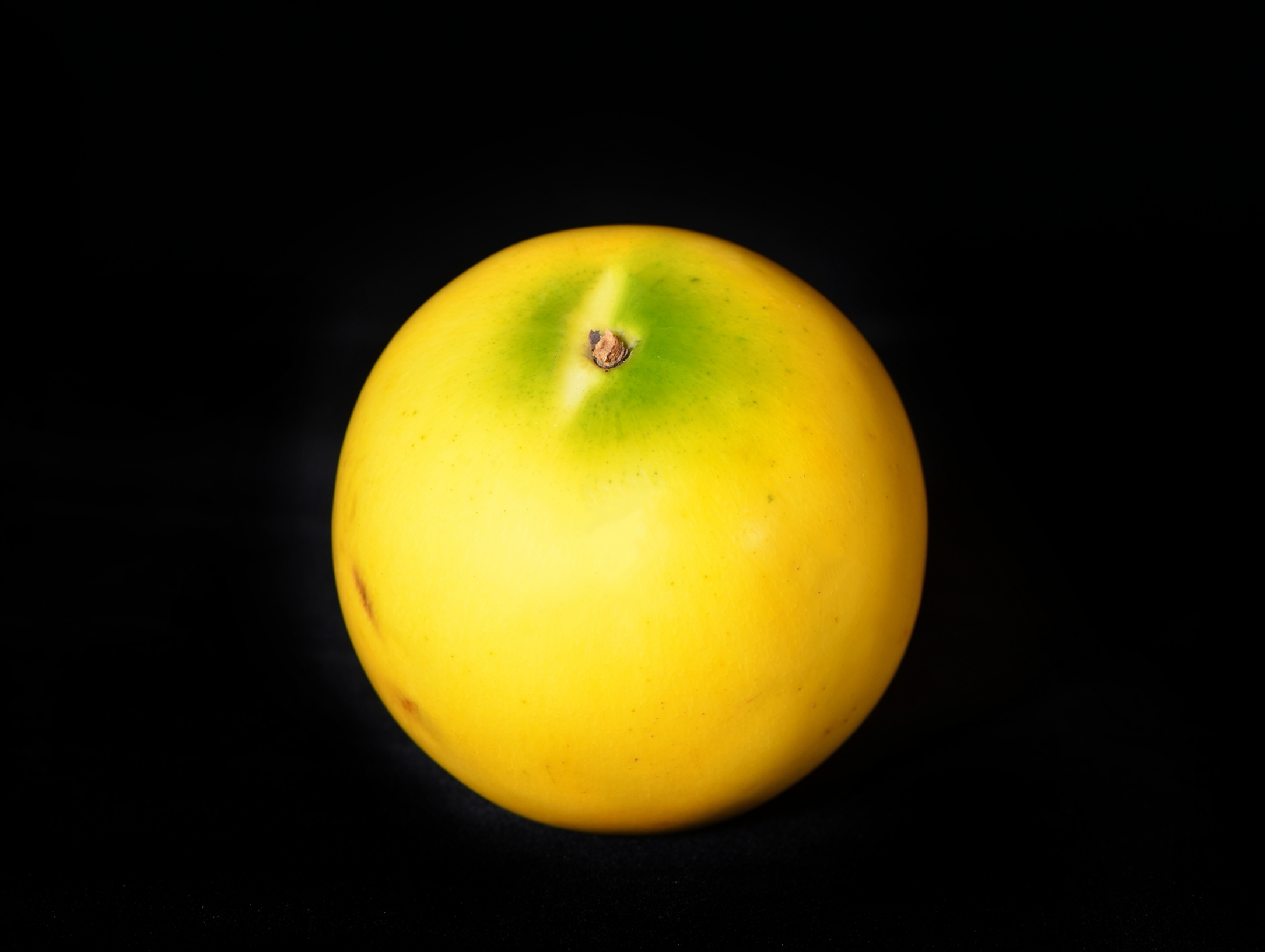
成熟的黃金果
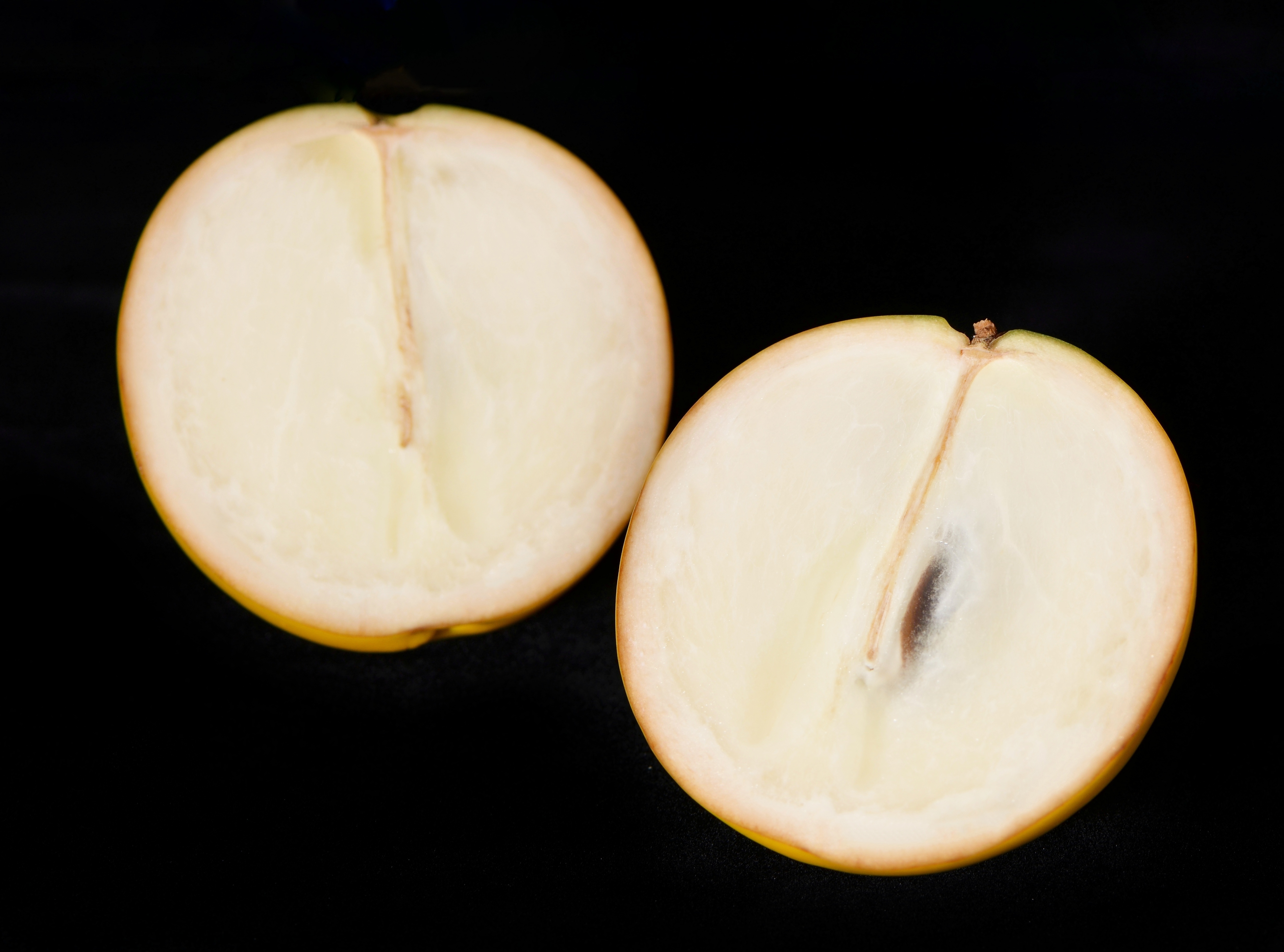
黃金果剖面
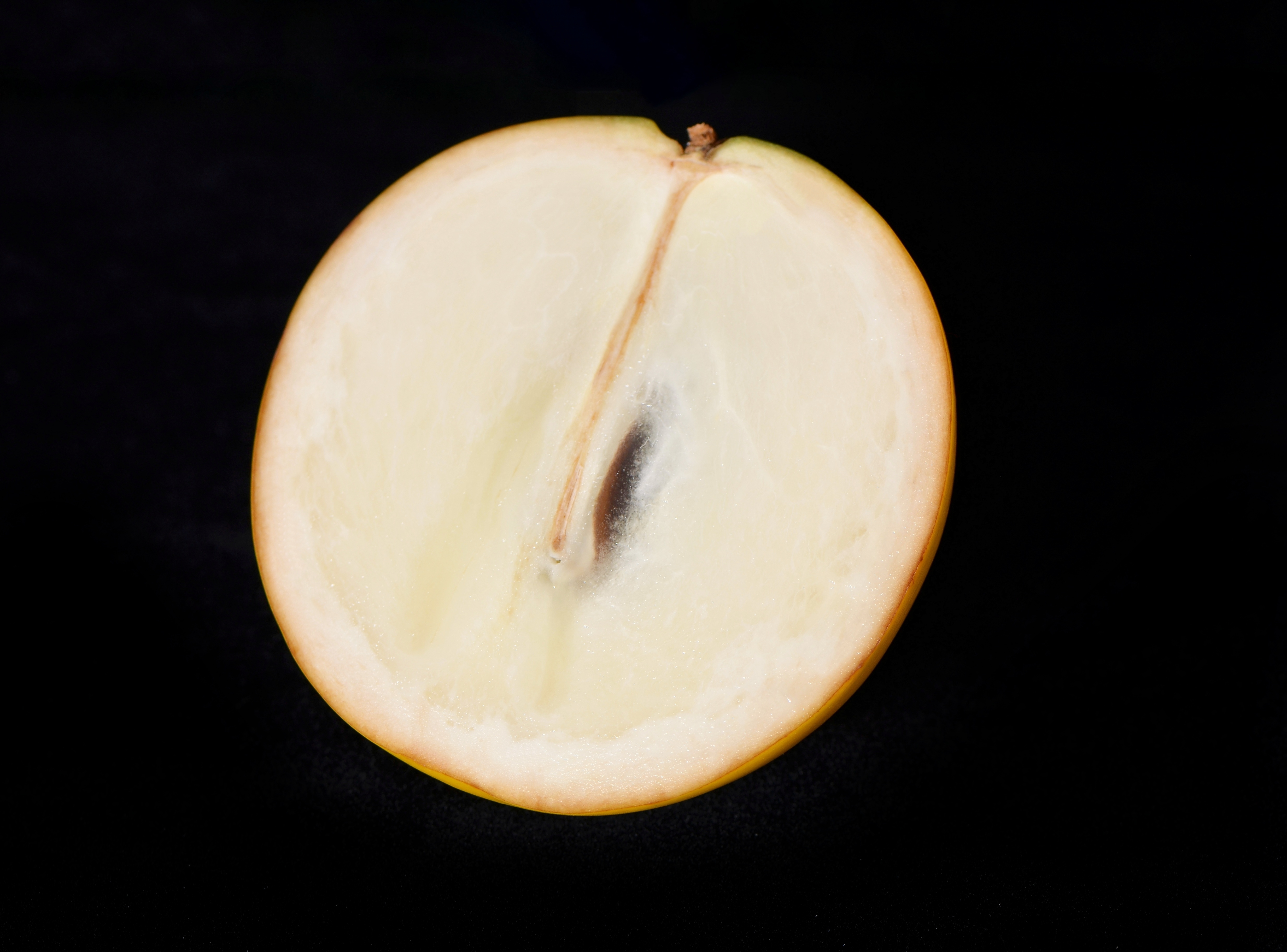
黃金果剖面
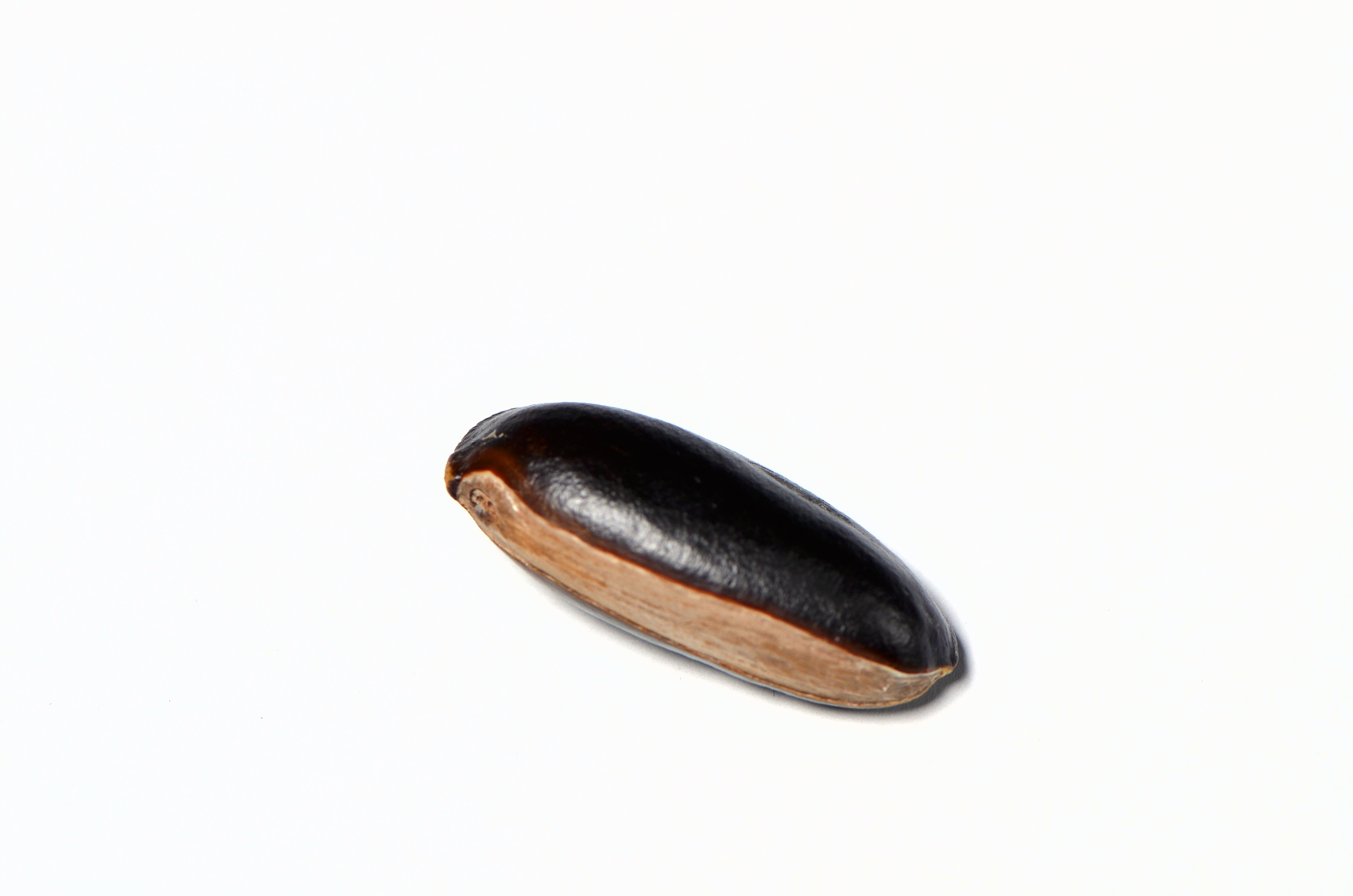
黃金果種子